# 吉塞拉·毛厄迈尔
吉塞拉·毛厄迈尔（德語：Gisela Mauermayer，1913年11月24日—1995年1月9日），德国女子田径运动员。她曾代表德国参加1936年夏季奥林匹克运动会田径比赛，获得女子铁饼金牌。她于1932年成为纳粹党党员。